# Liste der Kulturdenkmäler in Landkern
In der Liste der Kulturdenkmäler in Landkern sind alle Kulturdenkmäler der rheinland-pfälzischen Ortsgemeinde Landkern aufgeführt. Grundlage ist die Denkmalliste des Landes Rheinland-Pfalz (Stand: 21. September 2023).

## Einzeldenkmäler
| Bezeichnung                           | Lage                                                       | Baujahr                            | Beschreibung | Bild                           |
| ------------------------------------- | ---------------------------------------------------------- | ---------------------------------- | --- | ------------------------------ |
| Heiligenhäuschen                      | Bergstraße, vor Nr. 15 Lage                                | 19. Jahrhundert                    | Heiligenhäuschen, 19. Jahrhundert | Fotos hochladen                |
| Friedhofskreuz                        | Hauptstraße, auf dem Friedhof Lage                         | zweite Hälfte des 19. Jahrhunderts | neugotisches Friedhofskreuz, Sandstein, zweite Hälfte des 19. Jahrhunderts                                                                                                 | Fotos hochladen                |
| Kriegerdenkmal                        | Hauptstraße, auf dem Friedhof Lage                         | 1920er Jahre                       | Kriegerdenkmal, Erzengel Michael, 1920er Jahre | Fotos hochladen                |
| Katholische Pfarrkirche St. Servatius | Hauptstraße 9 Lage                                         | 1859–62                            | neugotische Basilika, Schieferbruchstein, 1859–62, Architekt Vincenz Statz, Köln, Westturm 1892–94 durch Neubau ersetzt; Gesamtanlage mit Friedhof                         | weitere Bilder Fotos hochladen |
| Pfarrhof                              | Hauptstraße 23 Lage                                        | 1668                               | ehemaliger Pfarrhof; Fachwerkhaus, teilweise massiv, bezeichnet 1668; Fachwerk-Scheune, teilweise massiv, bezeichnet 1780; Stall, 19. Jahrhundert                          | Fotos hochladen                |
| Hofanlage                             | Hauptstraße 37 Lage                                        | 18. Jahrhundert                    | L-förmige Anlage; Fachwerkhaus und Fachwerkhaus, teilweise massiv, im Kern aus dem 18. Jahrhundert, Veränderungen im 19. Jahrhundert                                       | Fotos hochladen                |
| Hofanlage                             | Unterer Berg 1 Lage                                        | 18. Jahrhundert                    | Streckhof; eingeschossiges Fachwerkhaus, teilweise verputzt, im Kern aus dem 18. Jahrhundert, im 19. Jahrhundert überformt                                                 | Fotos hochladen                |
| Meilenstein                           | nördlich des Ortes an der Kreuzung von L 98 und L 100 Lage | 1834                               | Meilenstein, Basalt-Obelisk, bezeichnet 1834 | weitere Bilder Fotos hochladen |
| Meilenstein                           | östlich des Ortes an der L 107 Lage                        |                                    | Meilenstein, Basalt-Obelisk | Fotos hochladen                |
| Dreifaltigkeitskapelle                | südöstlich des Ortes Lage                                  | 18. Jahrhundert                    | sechseckiger Putzbau, Pyramidaldach, 18. Jahrhundert, innen Wegesäule; vier Reliefs, 18. Jahrhundert, eines bezeichnet 1787; Grabkreuzfragment, Sandstein, bezeichnet 1819 | weitere Bilder Fotos hochladen |